# 프레굴라
프레굴라(사르데냐어: frègula) 또는 프레골라(이탈리아어: fregola, 복수: fregole 프레골레[*])는 이탈리아의 파스타이다. 사르데냐주에서 유래한 파스타이며, 이스라엘식 쿠스쿠스와 흡사하다. 프레굴라는 크기가 아주 다양하지만 보통은 세몰리나 반죽으로 만들며 지름은 2~3mm 정도며 오븐에 구워서 조리한다.
프레굴라의 전형적 조리법은 조개와 함께 토마토 베이스 소스에 끓이는 것이다.

## 같이 보기
- 오르조